# Saint-Aubin-des-Châteaux
Saint-Aubin-des-Châteaux (bretonisch: Sant-Albin-ar-C’hestell; Gallo: Saent-Aubein-dez-Chastèus) ist eine französische Gemeinde mit 1.749 Einwohnern (Stand: 1. Januar 2022) im Département Loire-Atlantique in der Region Pays de la Loire; sie ist Teil des Arrondissements Châteaubriant-Ancenis und des Kantons Châteaubriant. Die Einwohner werden Aubinois(es) genannt.

## Geografie
Saint-Aubin-des-Châteaux liegt etwa 48 Kilometer südsüdöstlich von Rennes und etwa 55 Kilometer nordnordöstlich von Nantes am Fluss Chère. Umgeben wird Saint-Aubin-des-Châteaux von den Nachbargemeinden Ruffigné im Norden und Nordwesten, Rougé im Norden und Nordosten, Châteaubriant im Osten, Louisfert im Süden und Südosten, Saint-Vincent-des-Landes im Süden sowie Sion-les-Mines im Westen.

## Bevölkerungsentwicklung
| Jahr                       | 1962 | 1968 | 1975 | 1982 | 1990 | 1999 | 2006 | 2017 |
| Einwohner                  | 1520 | 1472 | 1387 | 1351 | 1346 | 1314 | 1456 | 1795 |
| Quellen: Cassini und INSEE |      |      |      |      |      |      |      |      |

## Sehenswürdigkeiten
- Menhir Les Louères, seit 1928 Monument historique
- Schloss und Park Le Plessis aus dem 15. Jahrhundert, Umbauten aus dem 17. Jahrhundert, Monument historique seit 1992
- Kapelle des Tempelritterordens aus dem 12. Jahrhundert

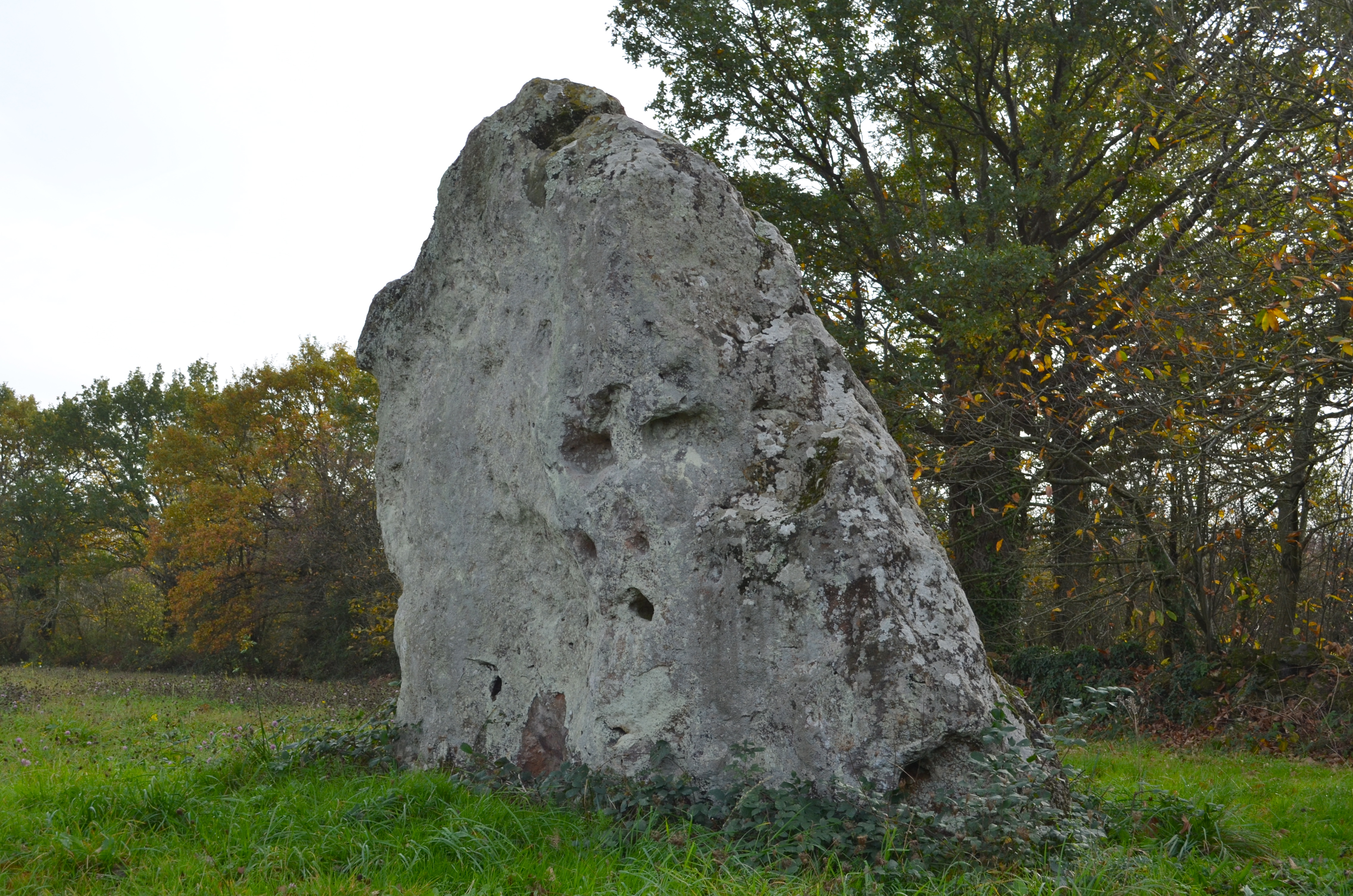
Menhir Les Louères
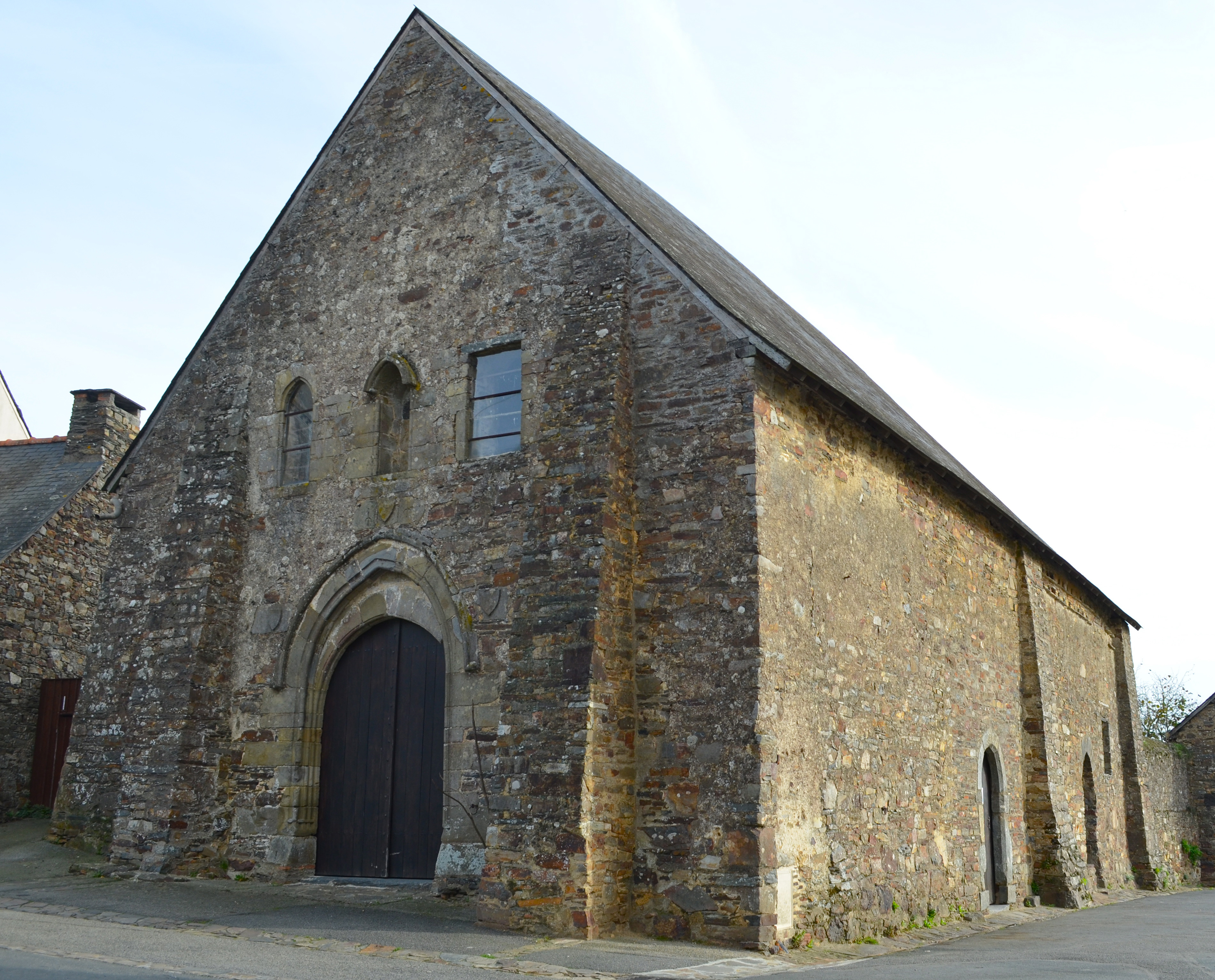
Kapelle der Tempelritter